# Ivar Benlös
Ivar Benlös (Ívarr hinn beinlausi), möjligen död 873 i Dublin, smeknamn på Ivar Ragnarsson, var enligt källorna en vikingahövding som 865 invaderade Östangeln (Östra England) med sin bror Vitsärk (Halfdan Ragnarsson) och halvbror Ubbe Gislason / Ragnarsson. Fred slöts med östanglerna, men följande år intog han York. Detta verkar ha varit genomtänkt då det rådde inbördeskrig mellan de lokala kungarna Ella och Osberht, varför landet var splittrat. Kungarna slöt dock fred för att besegra sina gemensamma fiender och försökte återta York, vilket slutade i en katastrof där både Ella och Osberht dödades. Enligt senare källor ska nordmännen ha dolt att de var överlägsna i antal och att de lurade in engelsmännen i en strid de inte kunde vinna.
Ivar och Ubbe ska därefter ha anfallit Mercia. År 867 belägrade och erövrade Ivars och Ubbes armé Nottingham. Varken kung Burhred eller Æthelred kunde besegra vikingaarmén, utan valde att muta dem istället. Nordmännen återvände till York och gjorde sig redo för nya strider. År 869 invaderade de åter Östangeln. Uppgifterna om huruvida Ubbe stannade kvar i York eller följde med Ivar i fälttåget är inte samstämmiga. Dock ska den östangliske kungen Edmund Martyren försökt ha stoppa vikingarnas framfart, men hans armé besegrades. Förmodligen tillfångatogs Edmund under striden och avrättades på Ivars order, där vikingarna lär ha skjutit pilar i honom tills han dog. Detta ledde till Östangelns slutgiltiga undergång som ett eget kungarike. Därefter verkar Ivar helt ha lämnat över kommandot över armén till Ubbe och Halfdan. Vad det blev av Ivar är okänt. En teori är att han tillbringade resten av sitt liv i Dublin, där han ska ha ägt mark.
Det finns en kontrovers om anledningen till att Ivar kallades benlös. En del spekulationer har framförts om impotens, medan skandinaviska källor pekar på att en form av osteogenesis imperfecta (se nedan) som drabbat Ivars ben kan vara orsaken. Andra källor menar att han var otroligt vig, varför det framförts att det rör sig om en missuppfattning gällande legenderna om att hövdingen ska ha burits på en sköld efter en seger. Det är också möjligt att han var paralyserad från höften ner, vilket både skulle förklara "benlösheten" och uppgifter om att Ivar saknade "lust och kärlek". Eftersom Vilhelm Erövraren enligt legenden ska ha förstört Ivars grav, är det oklart om sanningen någonsin kommer uppdagas.

## Nordiska källor
Ivar Benlös var, enligt Ragnar Lodbroks saga, Ragnars och Aslögs äldsta. Han hade bara brosk i benen och man fick därför bära honom på en sköld. Han skall dock varit stor, stark och en av de visaste av vikingar. Han rådgav därför sina yngre bröder Björn Järnsida, Sigurd Ormiöga, Ubbe och Halvdan Vitsärk.
När kung Ella av Northumbria hade mördat deras far i en ormgrop blev Ella angripen av Ivars bröder, men lyckades slå tillbaka angreppen. Ivar tog sig till Ella och lovade fred på villkor att han skulle få så mycket land som kunde täckas av en oxhud. Ella gick med på detta, men Ivar skar oxhuden i en så tunn remsa att han kunde dra den runt hela York (eller London i en yngre saga). Därefter styrde han staden och var så generös att han lockade till sig de bästa krigarna.
När Ivars bröder angrep Ella för andra gången hade Ivar därför de bästa krigarna och Ella förlorade. Bröderna bestämde sig för att rista blodörn på kung Ella och därefter blev Ivar kung av England.

## En genetisk sjukdom
År 1949 publicerade dansken Knud Seedorf artikeln Osteogenesis imperfecta: A study of clinical features and heredity based on 55 Danish families, i vilken han observerade att Ivar Benlös troligen led av osteogenesis imperfecta. Det finns mindre allvarliga former av sjukdomen där den drabbade kan vara drabbad i benen men annars vara fullständigt normal.